# Agamidae
Los agámidos (Agamidae) son una familia de saurópsidos (reptiles) escamosos con más de 400 especies en África, Asia, Oceanía, y algunas en el sur de Europa. Filogenéticamente están relacionadas con los Iguanidae, caracterizadas por la dentición predominantemente acrodonta. Los agámidos tienen usualmente fuertes patas. Sus colas no pueden regenerarse como las de los geckos. Muchas especies de agámidos son capaces de limitados cambios de coloración. Ecológicamente viven desde cálidos desiertos a selvas tropicales.
Hay muy pocos estudios de los agámidos con investigaciones de Moody (1980) seguidos por Frost y Etheridge (1989). Subsecuentes estudios se hicieron sobre el ADN mitocondrial y los loci con Macey et al. (2000) y Honda et al. (2000) y Joger (1991) (usando aloenzimas) muestreando diferentes agámidos.
Se reconocen seis clados o linajes de agámidos: Leiolepidinae (Leiolepis en el Sudeste Asiático), Uromasticinae (Uromastyx en la mitad norte de África y la mitad sur de Asia, desde Arabia hasta la India), Amphibolurinae (Amphibolurus en Australia y N. Guinea), Hydrosaurinae (Hydrosaurus en Filipinas, la Wallacea y N. Guinea), Draconinae (Draco en la región indomalaya y este de Asia), y Agaminae (Agama en África, Arabia y sur de Europa). Los camaleones de la familia hermanada Chamaeleonidae se discuten como subfamilia Chamaeleoninae y subfamilia Agaminae (referidas a Agamidae, no las Agaminae mencionadas arriba). 

## Géneros
Se reconocen 449 especies en los siguientes géneros:
- Acanthocercus Fitzinger, 1843
- Acanthosaura Ahl, 1926
- Agama Daudin, 1802
- Agasthyagama Srikanthan, Adhikari, Ganesh, Deuti, Das, Kulkarni, Gowande, & Shanker, 2021[2][3]
- Amphibolurus Wagler, 1830
- Aphaniotis Peters, 1864
- Brachysaura Blyth, 1856
- Bronchocela Kaup, 1827
- Bufoniceps Arnold, 1992
- Calotes Cuvier, 1817
- Ceratophora Gray, 1834
- Chelosania Gray, 1845
- Chlamydosaurus Gray, 1827
- Complicitus Manthey & Grossmann, 1997
- Cophotis Peters, 1861
- Coryphophylax Blyth, 1860
- Cryptagama Witten, 1984
- Ctenophorus Fitzinger, 1843
- Dendragama Doria, 1888
- Diporiphora Gray, 1842
- Draco Linnaeus, 1758
- Gonocephalus Kaup, 1825
- Harpesaurus Boulenger, 1885
- Hydrosaurus Kaup, 1828
- Hypsicalotes Manthey & Denzer, 2000
- Hypsilurus Peters, 1867
- Intellagama Wells & Wellington, 1985
- Japalura Gray, 1853
- Laodracon Brakels, Sitthivong, Wang, Nguyen & Poyarkov, 2023[4]
- Laudakia Gray, 1845
- Leiolepis Cuvier, 1829
- Lophocalotes Günther, 1873
- Lophognathus Gray, 1842
- Lyriocephalus Merrem, 1820
- Mantheyus Ananjeva & Stuart, 2001
- Moloch Gray, 1841
- Oriocalotes Günther, 1864
- Otocryptis Wagler, 1830
- Paralaudakia Baig, Wagner, Ananjeva & Böhme, 2012
- Phoxophrys Hubrecht, 1881
- Phrynocephalus Kaup, 1825
- Physignathus Cuvier, 1829
- Pogona Storr, 1982
- Psammophilus Fitzinger, 1843
- Pseudocalotes Fitzinger, 1843
- Pseudocophotis Manthey & Grossmann, 1997
- Pseudotrapelus Fitzinger, 1843
- Ptyctolaemus Peters, 1865
- Rankinia Wells & Wellington, 1983
- Saara Gray, 1845
- Salea Gray, 1845
- Sitana Cuvier, 1829
- Stellagama Baig, Wagner, Ananjeva & Böhme, 2012
- Thaumatorhynchus Parker, 1924
- Trapelus Cuvier, 1817
- Tympanocryptis Peters, 1863
- Uromastyx Merrem, 1820
- Xenagama Boulenger, 1895

Además, han aparecido restos fósiles de finales del Eoceno Medio, clasificados en el género extinto Barbaturex, en la formación Pondaung en lo que ahora es Birmania. Parecen ser próximos al género actual Uromastyx.